# 에코메트로 9단지
에코메트로 9단지(영어: Eco Metro 9)는 대한민국 인천광역시 남동구 논현동에 위치한 초고층 주상복합 아파트 단지이며 대규모 주상복합 아파트 단지라고 한다. 최고 높이 188m, 지상 50층 등으로 구성되어 있다. 에코메트로 단지 중 905동이 가장 높다.

## 역사
2006년 인천 논현지구를 개발할 계획이 있다. 10월 분양이 완료되었다. 이후에 착공하여 2010년에 완공되었고 903동, 906동 입주가 시작되었고 2011년 904동, 905동이 3월에서 5월까지 입주했다. 905동이 완공 당시 인천광역시 남동구에서 가장 높은 건물이 되었다.

## 구성
| 동 명칭 | 층수 | 높이 |
| ------- | ---- | ---- |
| 901동   | 35층 | 111m |
| 902동   | 34층 | 108m |
| 903동   | 40층 | 151m |
| 904동   | 47층 | 177m |
| 905동   | 50층 | 188m |
| 906동   | 40층 | 151m |

## 높이
에코메트로 905동(50층, 188m)이 넘는 밥적 마천루로, 인천광역시 남동구에서 가장 높은 아파트다. 2009년에는 인천에서 가장 높은 아파트인 송도 더샵 퍼스트월드(67층, 237m)가 완공된 후 인천광역시 남동구 논현지구에 에코메트로 단지들이 완공되었고 가장 높은 아파트인 에코메트로 9단지 905동(50층, 188m)이 2011년에 완공된 적이 있다. 인천광역시 남동구에서 50층 이상 아파트는 에코메트로 9단지 905동(50층, 188m)이 유일하다.

## 특징
총 6개동이 있고 50층 이상 아파트인 905동이 존재한다. 난방방식은 지역난방, 열병합이다. 방 4개와 욕실 수 2개가 있는 아파트가 있고 방 5개와 욕실 수 2개가 있는 아파트가 있고 방 4개와 욕실 수 3개가 있는 아파트가 있다. 7층이 8억 7000만원에 거래되었다. 세대수는 810세대고 주차대수는 1,876대(세대당 2.31대)이다. 주변에는 놀이터가 있다.

## 내부 시설

### 901동
| 층수                | 용도       |
| ------------------- | ---------- |
| 2층 ~ 35층          | 아파트     |
| 1층                 | 로비       |
| 지하 2층 ~ 지하 1층 | 지하주차장 |

### 902동
| 층수                | 용도       |
| ------------------- | ---------- |
| 2층 ~ 34층          | 아파트     |
| 1층                 | 로비       |
| 지하 2층 ~ 지하 1층 | 지하주차장 |

### 903동
| 층수                | 용도       |
| ------------------- | ---------- |
| 31층 ~ 40층         | 아파트     |
| 30층                | -          |
| 2층 ~ 29층          | 아파트     |
| 1층                 | 로비       |
| 지하 2층 ~ 지하 1층 | 지하주차장 |

### 904동
| 층수                | 용도       |
| ------------------- | ---------- |
| 31층 ~ 47층         | 아파트     |
| 30층                | -          |
| 2층 ~ 29층          | 아파트     |
| 1층                 | 로비       |
| 지하 2층 ~ 지하 1층 | 지하주차장 |

### 905동
| 층수                | 용도       |
| ------------------- | ---------- |
| 31층 ~ 50층         | 아파트     |
| 30층                | -          |
| 2층 ~ 29층          | 아파트     |
| 1층                 | 로비       |
| 지하 2층 ~ 지하 1층 | 지하주차장 |

### 906동
| 층수                | 용도       |
| ------------------- | ---------- |
| 31층 ~ 40층         | 아파트     |
| 30층                | -          |
| 2층 ~ 29층          | 아파트     |
| 1층                 | 로비       |
| 지하 2층 ~ 지하 1층 | 지하주차장 |

## 같이 보기
- 에코메트로
- 대한민국의 마천루 목록
- 인천광역시의 마천루 목록